# Monique Candelaria
Monique Candelaria (* 20. Jahrhundert in Albuquerque, New Mexico) ist eine US-amerikanische Filmschauspielerin.

## Leben
Monique Candelaria absolvierte von 2005 bis 2009 ein Schauspiel-Studium an der University of New Mexico. Spoken Word war 2009 ihr Debütfilm. Sie spielte eine Reihe von Nebenrollen überwiegend in US-Fernsehserien, darunter Breaking Bad (2012), Deputy oder Lovecraft Country (beide 2020).

## Filmografie (Auswahl)
- 2009: Spoken Word
- 2009: Enjoy It, She’s Your Wife! (Kurzfilm)
- 2010: Date Doctor TV (Fernsehserie, eine Folge)
- 2011: 10 Jahre – Zauber eines Wiedersehens (10 Years)
- 2012: Breaking Bad (Fernsehserie, eine Folge)
- 2013: Banshee Chapter
- 2015: Dig (Fernsehserie, eine Folge)
- 2016: The Night Shift (Fernsehserie, eine Folge)
- 2016: Independence Day: Wiederkehr (Independence Day: Resurgence)
- 2016: From Dusk Till Dawn (Fernsehserie, eine Folge)
- 2016: Cents
- 2016: The Garden
- 2017: Shot Caller
- 2018: Snatchers (Fernsehserie, 9 Folgen)
- 2019: The Wave – Deine Realität ist nur ein Traum (The Wave)
- 2020: Deputy – Einsatz Los Angeles (Deputy, Fernsehserie, 2 Folgen)
- 2020: Lovecraft Country (Fernsehserie, eine Folge)
- 2020: Driftless

## Weblink
- Monique Candelaria bei IMDb

| Personendaten    | Personendaten                   |
| ---------------- | ------------------------------- |
| NAME             | Candelaria, Monique             |
| KURZBESCHREIBUNG | US-amerikanische Schauspielerin |
| GEBURTSDATUM     | 20. Jahrhundert                 |
| GEBURTSORT       | Albuquerque                     |